# Gurnigel Pass
Gurnigel Pass är ett bergspass i Schweiz.   Det ligger i distriktet Bern-Mittelland och kantonen Bern, i den centrala delen av landet, 24 km söder om huvudstaden Bern. Gurnigel Pass ligger 1 608 meter över havet.